# Pin negru

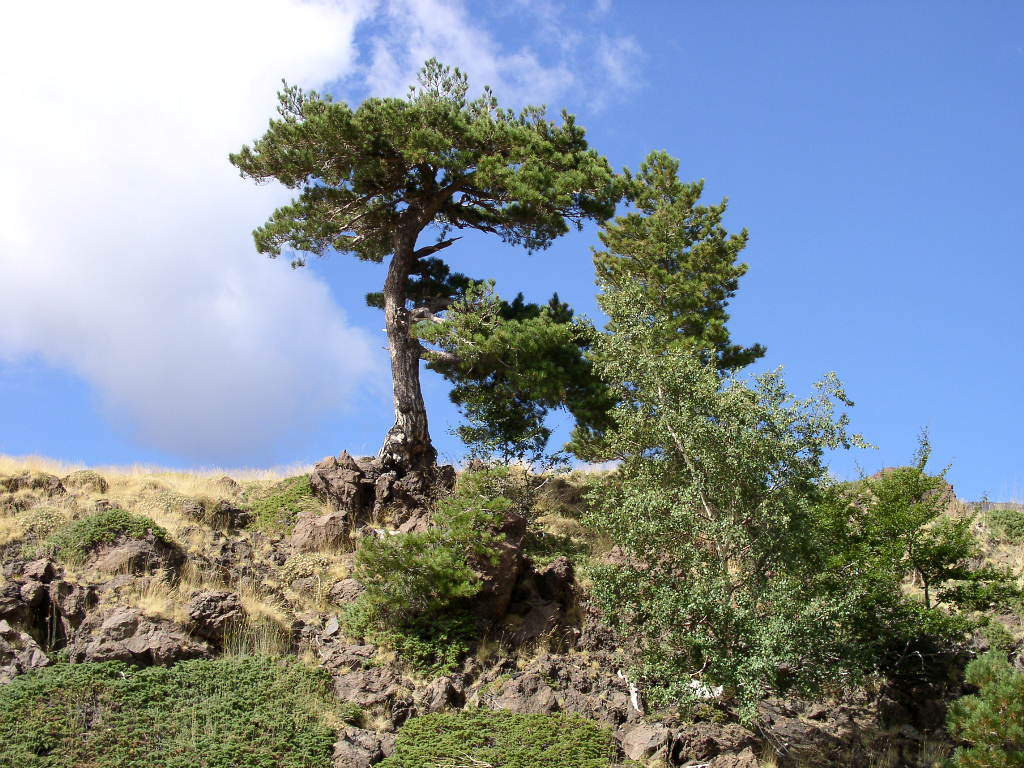
Pin negru pe Etna

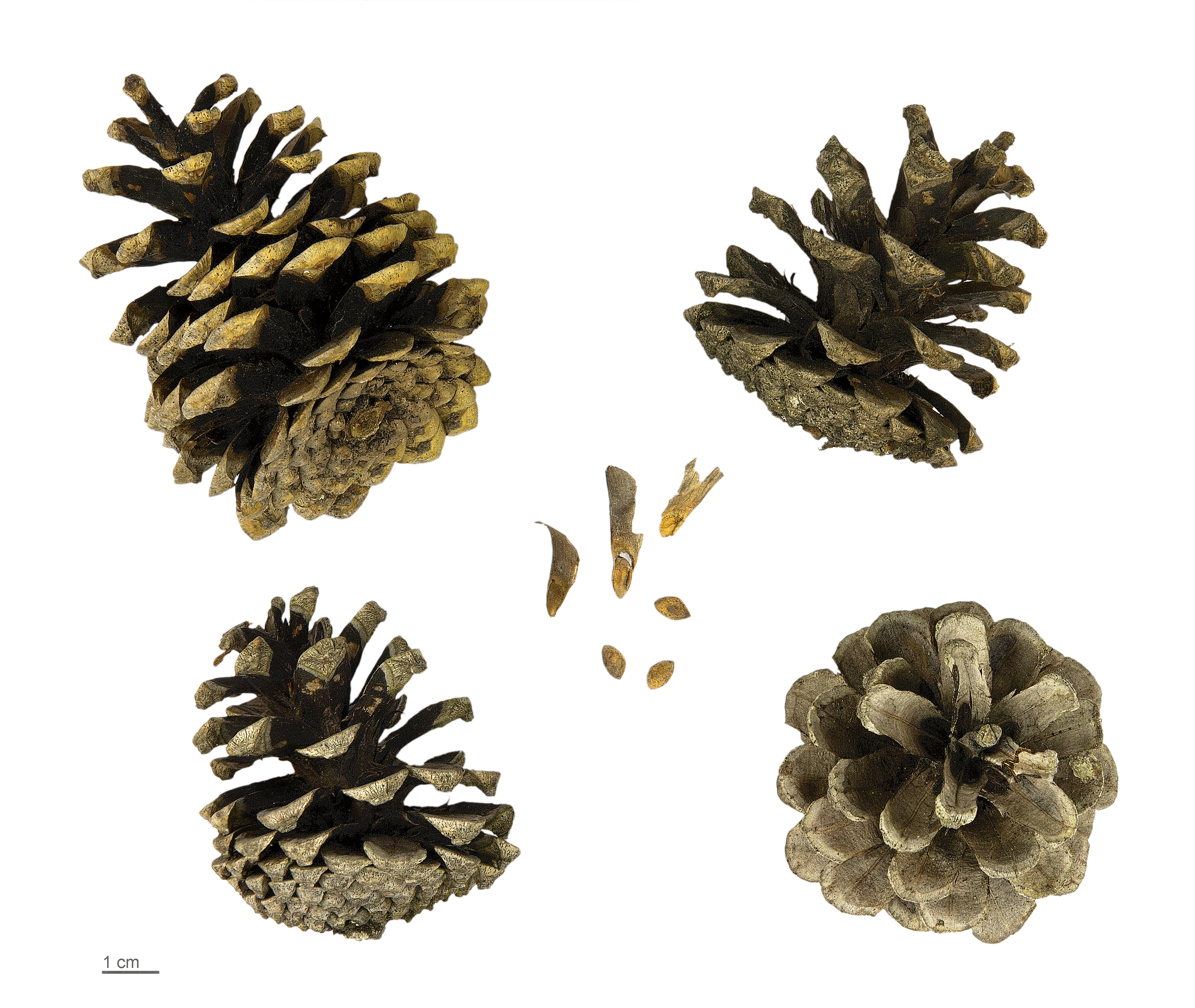
Pinus nigra - MHNT

Pinul negru (Pinus nigra) este o specie de pin întâlnită în Europa.

## Descriere
Acest arbore are o înălțime de până la 50 m și un diametru de 1 - 1,5 m. Lemnul său este de o culoare cenușie-maro.. Frunzele sale sunt aciforme, au o lungime de 15 cm și sunt grupate câte două. Conurile sunt ovale, cu o lungime de până la 10 cm.
Acest arbore are o înălțime de până la 50 m și un diametru de 1 - 1,5 m, în arealul său mediteranean, însă la noi nu depășește 30–32 m, cu un port caracteristic crește pe stâncile calcaroase din Banat și Oltenia; cu coroana piramidală care se lățește la bătrânețe;  lujerii viguroși,  brun-cenușii până la  negriciosi, glabrii; acele câte două în teacă, au o lungime de 15 cm, foarte rigide, ascuțite, verde întunecat spre negricios. Conurile ovoid conice sunt grupate câte 2 - 4, cu o lungime de până la 10 cm, fiind sesile sau scurt pedunculate; solzii au apofiza proeminentă, galbenă - cafenie, umbelicul este uneori prevăzut cu un ghimpe scurt, mai ales la solzii superiori. Semințele aripate sunt relativ grele și au până la 5–6 mm lungime. Maturația conurilor este bienală, cu o periodicitate a  fructuficației de 2-3 ani. Lemnul său este de o culoare cenușie-maro.

## Răspândire
Pinul negru este râspândit în sudul și, parțial, centrul Europei, peninsula Asia Mică și nordul Africii.
Pinul negru este o specie exotică, cu areal mai restrâns decât pinul silvestru, fiind o componentă a regiunilor forestiere mediteraneene. Pinul negru este răspândit în sudul și, parțial, centrul Europei, peninsula Asia Mică și nordul Africii.
În România, apare natural în insule izolate din Banat și Oltenia, în munții Cernei, Valea Dunării, munții Mehedinți - Domogled și Valea Runcului, unde formează arborete pure sau în amestec cu alte specii. Preferă regiunile calde, cu înghețuri târzii rare. Cu toate astea vegetează bine și în condiții staționale grele, pe soluri superficiale, redzinice sau stâncoase, expuse uscăciunii înaintate.      
Pinus Nigra  ssp. Banatica - pinul negru de banat : http://www.pinusnigrabanatica.ro/rom/index.php Arhivat în 13 ianuarie 2010, la Wayback Machine.
Arie inclusă în Parcul Național Domogled - Valea Cernei și este desemnat SIT de Importanță Comunitară.